# Beter Alternatieven Nastreven Als Apathisch Nietsdoen
BANAAN (backroniem voor Beter Alternatieven Nastreven Als Apathisch Nietsdoen) was een politieke partij in Vlaanderen. Slagzin was tegen extreem recht, een verwijzing naar extreemrechts. 

## Geschiedenis
BANAAN was een van de protestpartijen die ontstonden uit het ongenoegen over politieke en juridische schandalen in België in de tweede helft van de jaren 90. Net als WOW was BANAAN een afscheuring van ROSSEM, de protestpartij van Jean-Pierre Van Rossem. Financier was onder andere Roland Duchâtelet, die later een meer mediagerichte partij stichtte met hetzelfde programma, Vivant.
De partij BANAAN nam deel aan de verkiezingen van 1995 onder de campagneslogan Wees niet de peer, stem banaan en behaalde 40.098 stemmen (0,7 %). Hierna werd de partij opgedoekt, maar veel van de leden zag men later terug in de nieuwe partij Vivant. Op 6 februari 2007 kondigde toenmalig voorzitter van Vivant, Duchâtelet, volgens sommige kranten aan dat de Nederlandstalige afdeling van zijn partij zou opgaan in de Open Vld. 's Anderendaags nuanceerde hij dit bericht evenwel door expliciet te beklemtonen dat Vivant als beweging wel degelijk bleef bestaan. Uit BANAAN kwam in Brussel ook nog een kleine partij voort met de naam Tarte.

## Partijprogramma
BANAAN eiste onder meer een basisinkomen voor iedere volwassene en de verschuiving van belasting op arbeid naar belasting op verbruik.  

## Bekende (oud-)leden
- Louis Standaert
- Roland Duchâtelet